# Denasri Kulon
Denasri Kulon is een bestuurslaag in het regentschap Batang van de provincie Midden-Java, Indonesië. Denasri Kulon telt 5037 inwoners (volkstelling 2010).